# Турчан Іван Теофілович
Ту́рчан І́ван (Джон) Теофілович (англ. John W. Turczan; 2 січня 1930, м. Бучач — 21 квітня 2003, Нью-Джерсі, США) — український хімік-спектроскопіст, громадський діяч у США.

## Життєпис
Народився 2 січня 1930 року в м. Бучачі, нині Тернопільська область, Україна (тоді Бучацький повіт ЗУНР, окупованої Польщею).
Від 1954 року громадянин США. Закінчив Фарлей-Дікінсонський університет (1960, бакалавр хімії). У 1960—1968 роках — хімік, згодом — спектроскопіст у сфері виробництва продуктів харчування та ліків.
Член Американського хімічного товариства, Асоціації хіміків-аналітиків, Українського інженерного товариства в Америці. Діяльний у Пласті, скарбник відділення «Червоної Калини». Автор статей у фахових виданнях.
Останні 10 років життя хворів. Помер у понеділок 21 квітня 2003 року в Нью-Джерсі. Відспівували покійного 26 квітня в Церкві Святої Марії (Вошингтонвіл, НДж.). Похований на цвинтарі святого Андрія (Саут-Баунд-Брук).
Залишив синів Нестора, Павла, доньок Діану та Катерину.